# Jonental

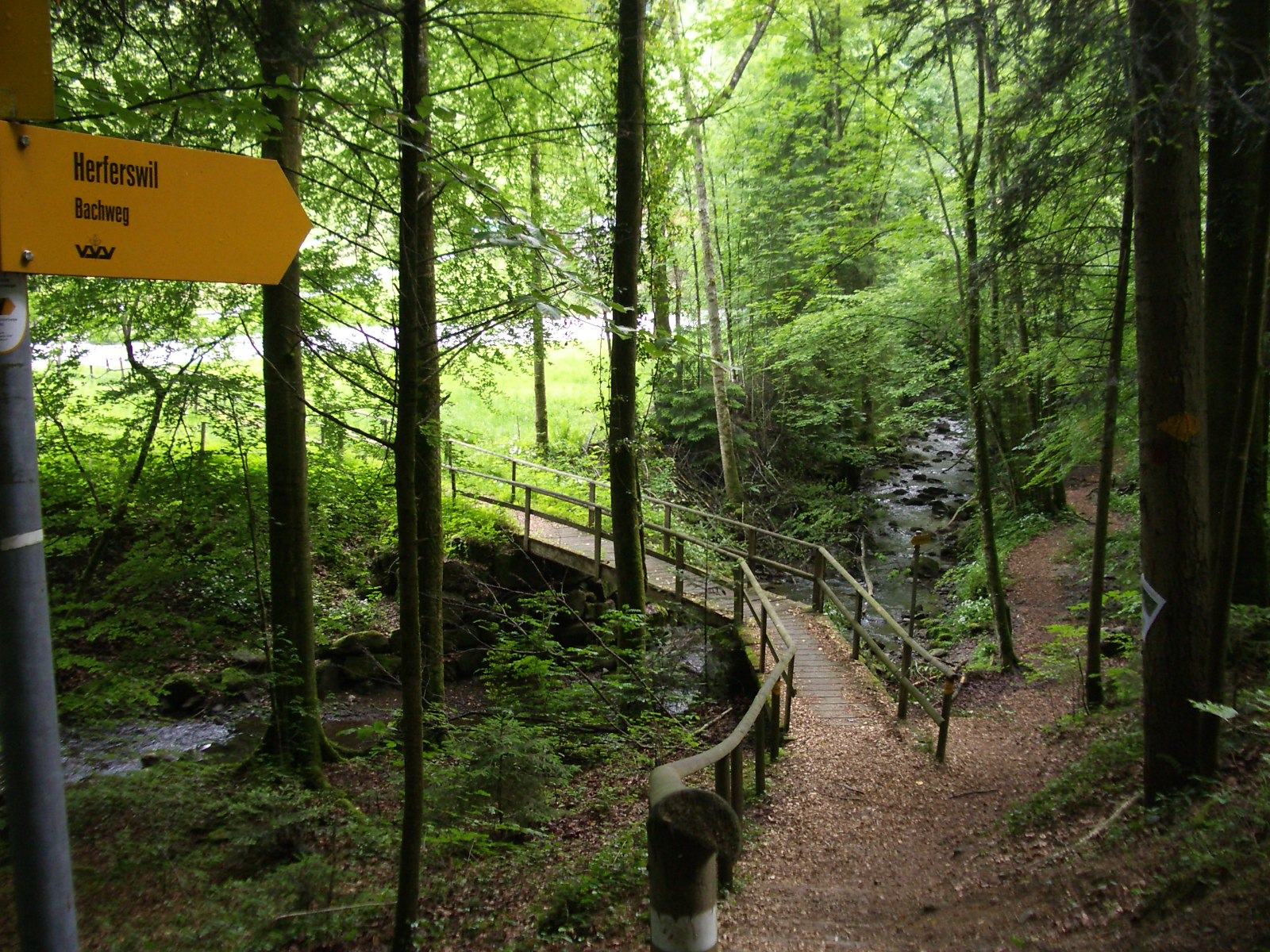
Jonenbach bei Wängi

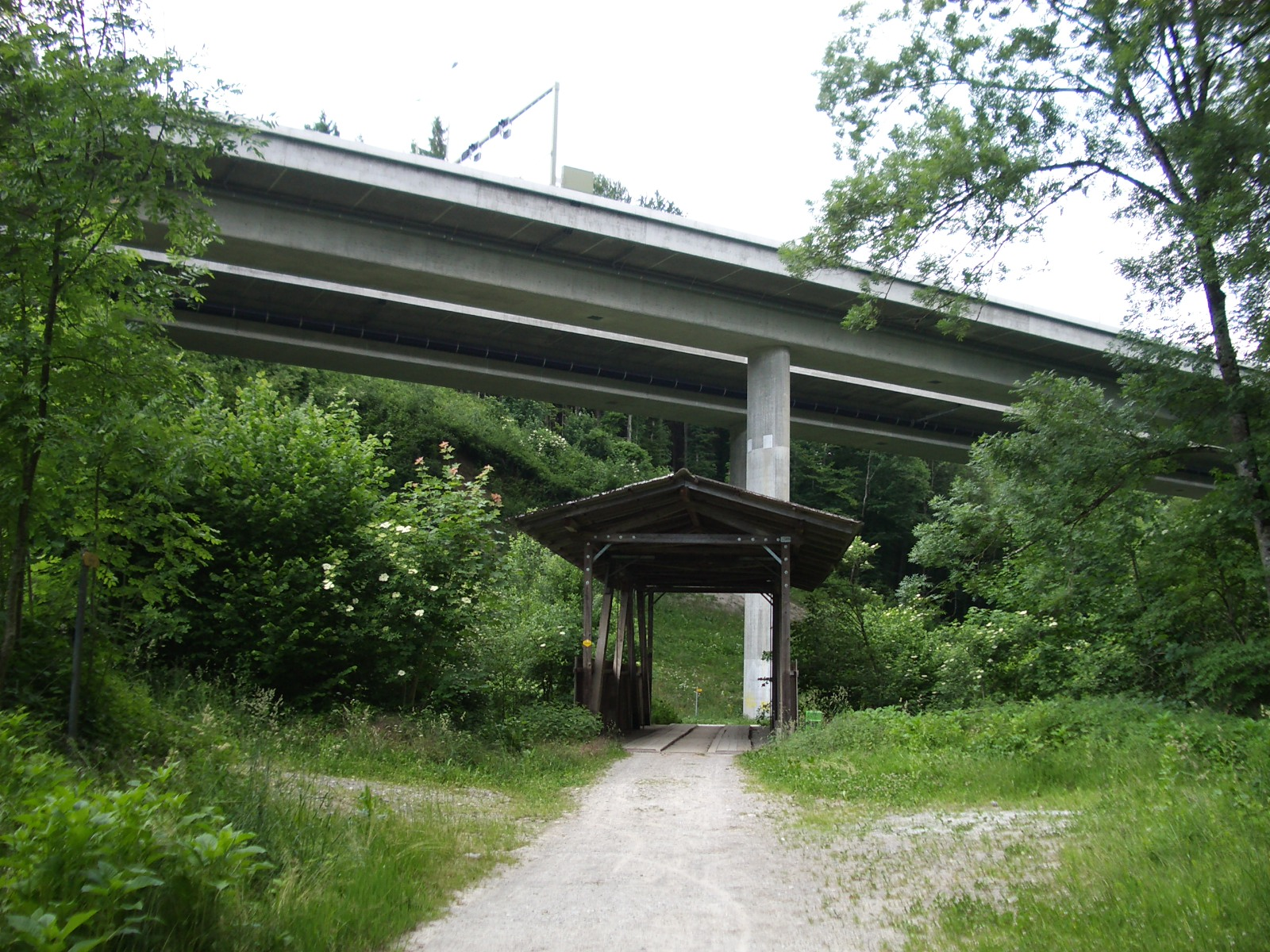
Jonentobelbrücke (Eröffnung 13. Nov. 2009) und gedeckte Jonentalbrücke von 1954

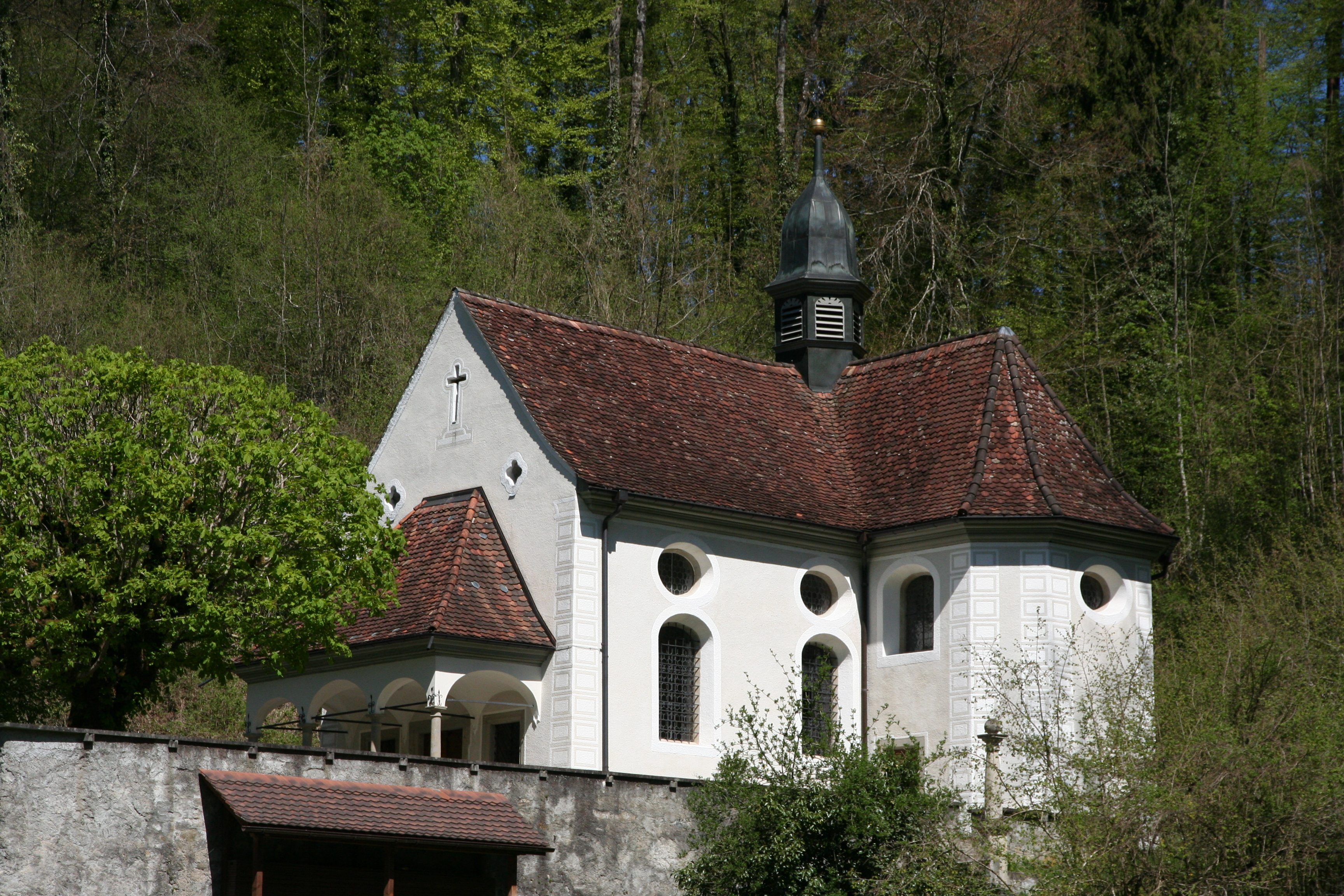
Wallfahrtskapelle Jonental

Das Jonental erstreckt sich von Kappel am Albis im Kanton Zürich in nordwestlicher Richtung entlang des Aeugsterbergs bis nach Jonen im Kanton Aargau. Es liegt zwischen dem Reppischtal und dem Reusstal. Durch das Jonental fliesst die Jonen oder der Jonenbach, welcher bei Jonen in die Reuss mündet. Als Jonental werden allgemein die am Jonenbach liegenden Siedlungen sowie deren anliegende Dörfer verstanden.
Im oberen Jonental liegen die Ortschaften Kappel am Albis, Hausen am Albis, Rifferswil, Herferswil, Wängi, Affoltern am Albis und im unteren Zwillikon und Jonen.

## Geschichte
Im unteren Jonental befindet sich die 1521 erstmals erwähnte Wallfahrtskapelle Jonental, die als bedeutendster Marienwallfahrtsort im Kanton Aargau gilt. Die Kapelle wurde im Jahre 1735 im Barockstil erbaut. Rund 1 km nördlich der Kapelle befinden sich auf dem Gebiet «Schalchmatthau» der Gemeinde Oberlunkhofen die konservierten Ruinen des Badetraktes einer römischen Villa aus dem 1. Jahrhundert. Unmittelbar angrenzend befanden sich Gräber der Alamannen aus dem 7. Jahrhundert.
Obwohl nur kleine Dorfbäche in den Jonenbach fliessen, mussten nach mehreren Überschwemmungen am Jonenbach umfangreiche Hochwasserschutzmassnahmen vorgenommen werden. Im Jahre 2008 wurde im Jonental bei Affoltern am Albis ein Rückhaltebecken gebaut.
Zum Bau des Rückhaltebecken musste die Strasse in Richtung Rifferswil verlegt und ein Teil des Bauspielplatzes umgestaltet werden.